# الحضارم (الحد)

تعديل مصدري - تعديل

الحضارم هي إحدى قرى عزلة الحد بمديرية الحد التابعة لمحافظة لحج، بلغ تعداد سكانها 562 نسمة حسب تعداد اليمن لعام 2004.